# DivX
El DivX és un còdec de vídeo creat per DivXNetworks Inc., i és conegut per la seva capacitat de comprimir llargs vídeos en arxius petits. Ha estat certament polèmic a causa del seu ús en la còpia i posterior distribució de DVDs amb copyright o drets d'autor. Alguns dels reproductors DVD de sobretaula més avançats són capaços de reproduir arxius comprimits mitjançant aquest còdec.

## Història
El DivX es va publicar durant les primeres fases de desenvolupament de l'MPEG-4, quan aquest no era acabat del tot, a causa de la creixent necessitat dels usuaris de compartir vídeo a través de la Xarxa informàtica, això va fer del DivX un format al començament obert a les modificacions per part dels usuaris. Aquesta participació va provocar l'aparició d'altres variants d'aquest format, també basades en l'MPEG-4, com l'XviD i el 3ivx, encara que el seu ús no és pas tan estès.
El nom d'aquest còdec prové del sistema que l'US Retailor Circuit City van inventar per al lloguer de DVDs. Aquest projecte o sistema tenia el nom de DIVX. Aquest va fracassar estrepitosament i és per això que els creadors del còdec DivX el van anomenar d'aquesta manera en les primeres versions:"DivX ;-)", on la icona que pica l'ullet representa com se'n riuen del projecte o sistema DIVX i de la seua fallida

## Aplicacions
El còdec de vídeo DivX permet que d'un DVD d'entre 4 i 6 GB en surti un arxiu comprimit que pot tenir una talla reduïda a 700 MBytes aproximadament, que cap perfectament dins d'un CD-ROM, i tot això amb una pèrdua de qualitat mínima.
Hi ha moltíssims programes que permeten de convertir un DVD a un vídeo comprimit utilitzant el còdec DivX, i això és gràcies a la seva popularitat. Amb aquest arxiu es pot fer el que es vol, sigui desar-lo en d'un suport òptic (CD o DVD), dins del disc dur o bé compartir-lo amb molts altres usuaris d'Internet (en xarxes peer to peer). A més, el DivX és un còdec que es va millorant periòdicament, per la qual cosa les noves versions com més va més qualitat i facilitat d'ús tenen.